# Taygetis inconspicua
Espèce
Taygetis inconspicua est une espèce de papillons de la famille des Nymphalidae, de la sous-famille des Satyrinae et du genre Taygetis.

## Dénomination
Taygetis inconspicua a été décrit par Max Wilhelm Karl Draudt en 1931.

### Nom vernaculaire
Taygetis inconspicua se nomme Inconspicuous Satyr en anglais.

## Description
Taygetis inconspicua est un papillon au dessus de couleur ocre doré dont l'apex des ailes antérieures est coupé et dont la partie du bord externe des ailes postérieures proche de l'angle anal est dentelée. 
Le revers est beige doré irisé de rose nacré avec aux ailes antérieures une partie postdiscale plus claire ornée d'une ligne de discrets ocelles pupillés de blanc. Les ailes postérieures plus nacrées de rose ont la même partie postdiscale plus claire avec ligne d'ocelles pupillés de blanc dont seul un proche de l'angle anal est foncé.

## Écologie et distribution
Taygetis inconspicua est présent au Mexique.

### Protection
Pas de statut de protection particulier